# Tukoji Rao Holkar III

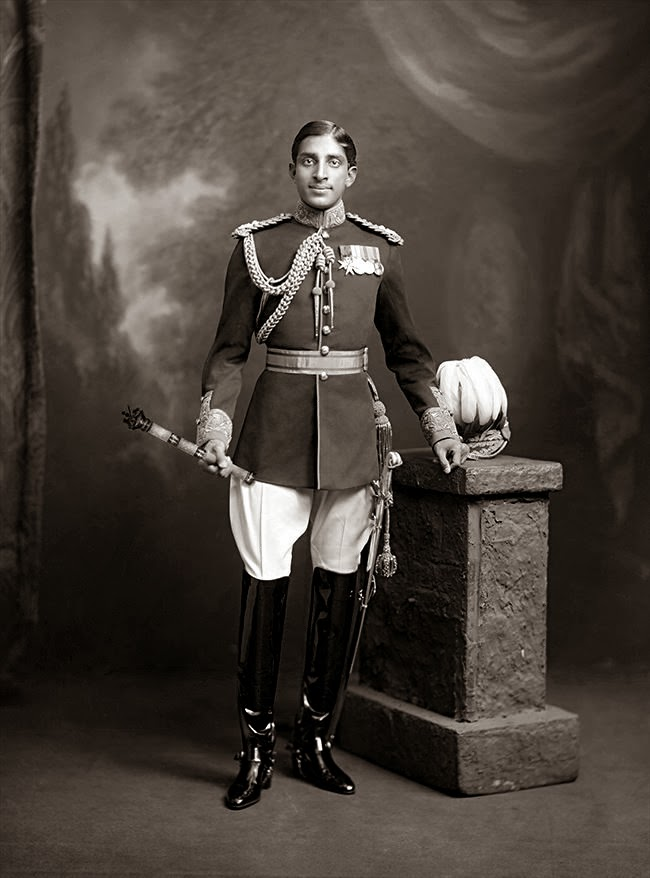

Maharajadhiraja Sir Raj Rajeshwar Sawai Shri Tukoji Rao III Holkar XIII Bahadur (26 november 1890 – 21 mei 1978) was Maharadja van Indore van de Holkardynastie.
Hij werd op 6 november 1911 ingezworen nadat zijn vader troonsafstand had gedaan. Hijzelf deed troonsafstand ten voordele van zijn zoon Yeshwant Rao Holkar II op 26 februari 1926 ten gevolge van het Mumtaz Begum-schandaal. Een van de favorieten van de Maharadja ontsnapte uit zijn zenana (harem) om bij haar geliefde te zijn. Mannen van de Maharadja probeerden haar te ontvoeren maar dit werd verhinderd door Britse militairen. Hierbij kwam de geliefde van de vrouw, een rijk zakenman, om het leven. Tukoji Rao Holkar III trok zich terug in Frankrijk op het kasteel van Hennemont in Saint-Germain-en-Laye.